# Dörfl (Gemeinde Perg)
Dörfl ist eine Ortschaft nördlich von Pergkirchen in der Katastralgemeinde Pergkirchen auf dem Gebiet der Stadtgemeinde Perg im Bezirk Perg in Oberösterreich.

## Lage
Dörfl befindet sich im Nordosten der Stadtgemeinde Perg bzw. der Katastralgemeinde Pergkirchen nordöstlich der Ortschaft Pergkirchen und erstreckt sich entlang des Tobrabaches an der Grenze zu Münzbach (Ortschaft Priehetsberg) bis zur Kropfmühle an der Grenze zu Windhaag bei Perg (Ortschaft und Katastralgemeinde Altenburg). Im Westen reicht Lehenbrunn an das Ortschaftsgebiet heran.
Aus geologischer und geomorphologischer Sicht sowie unter Aspekten der Raumnutzung gehört Dörfl großteils zur oberösterreichischen Raumeinheit Südliche Mühlviertler Randlagen.

## Geschichte
Dass in der Nähe von Dörfl ehemals ein Sitz (Kleinburg) bestand, beweisen der Hausname Burgholzhofstatt (Gehöft Dörfl Nr. 3) und Flurnamen wie Puchgraben, Puchgrabenluß, Puchgrabenanger (Burggraben). Auch werden um 1300 und nachher Leute wie Ulreich der Schaffer vom Dorf genannt.

## Bevölkerung
Die Wohnbevölkerung ist von 79 (Volkszählung 2001) auf 54 (Volkszählung 2011) zurückgegangen.

## Sehenswürdigkeiten
Außerhalb der akkuraten Ortsmitte zu sehen sind in Dörfl:
- Die mit der Jahreszahl 1684 versehene Pestsäule, eine toskanische Hochsäule mit Tabernakel und Kugelbekrönung.
- Die etwa 400 Meter südöstlich der Ortsmitte anstelle eines früheren roten Holzkreuzes 1950 errichtete Dörfl-Kapelle (oder Binder-Kapelle).[3]
- Der Steghammer, Adresse Dörfl Nr. 13, eine historische wasserbetriebene Hammerschmiede (im Verfall begriffen).

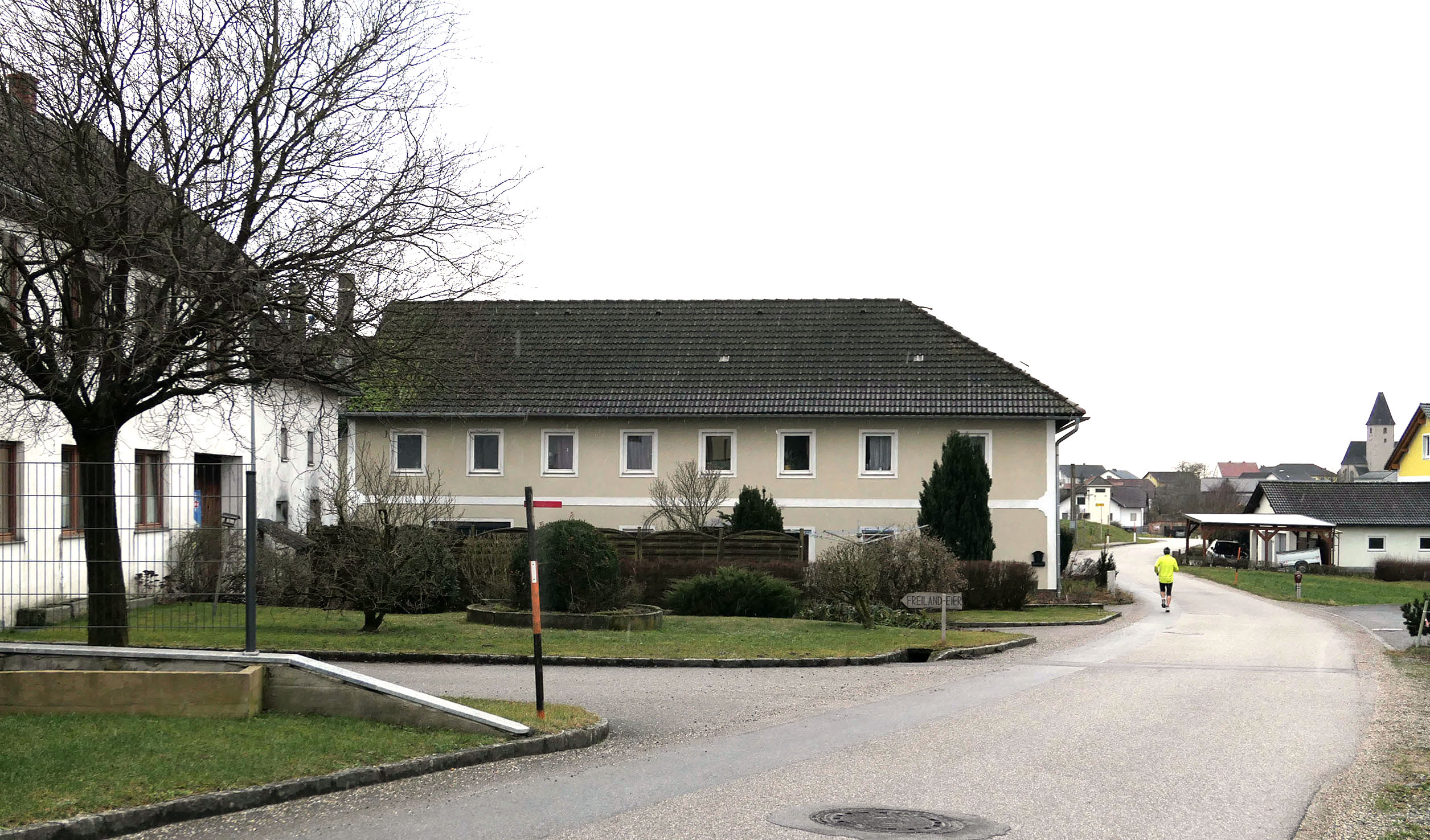
Dörfl. Ortsmitte
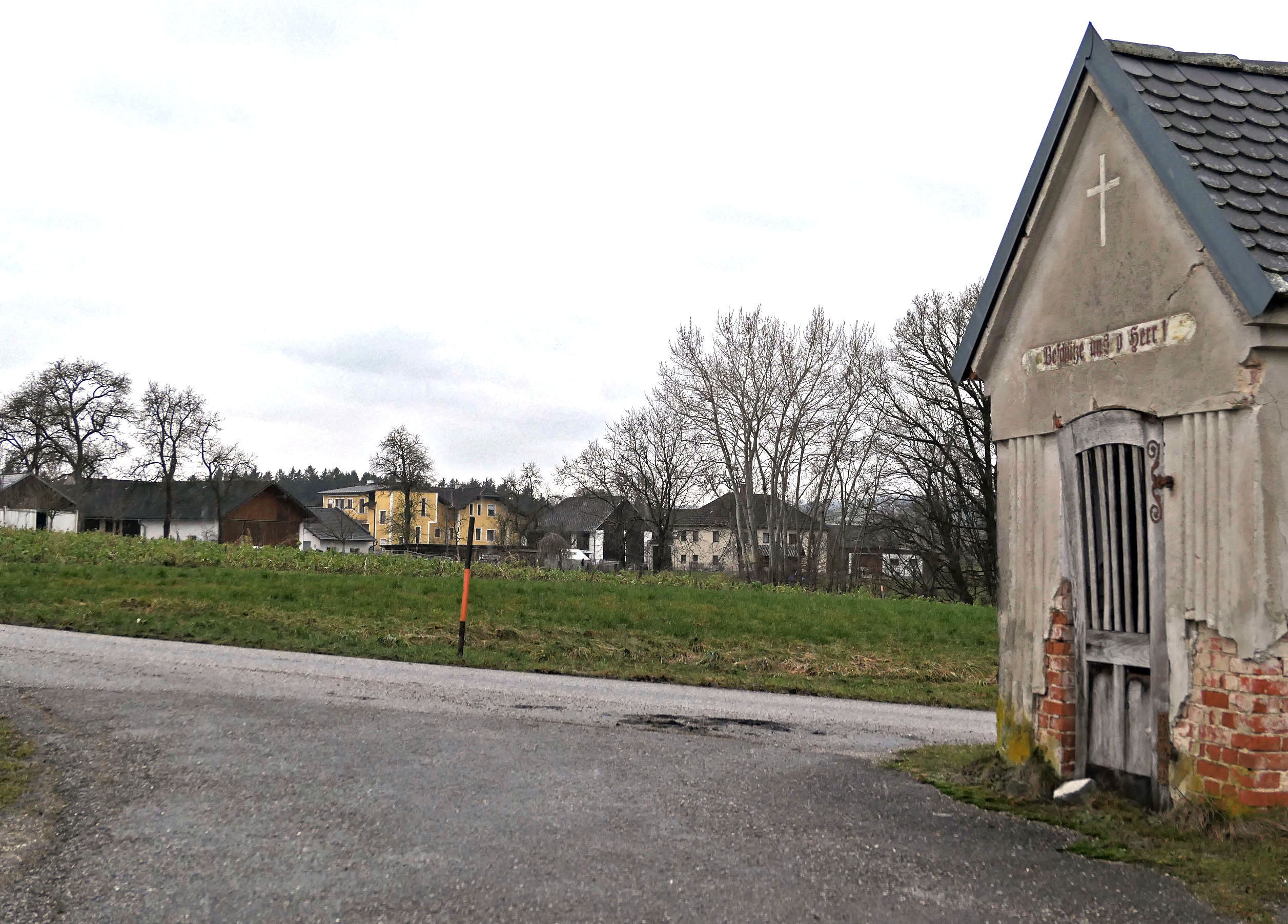
Burggrabenanger und Binder-Kapelle
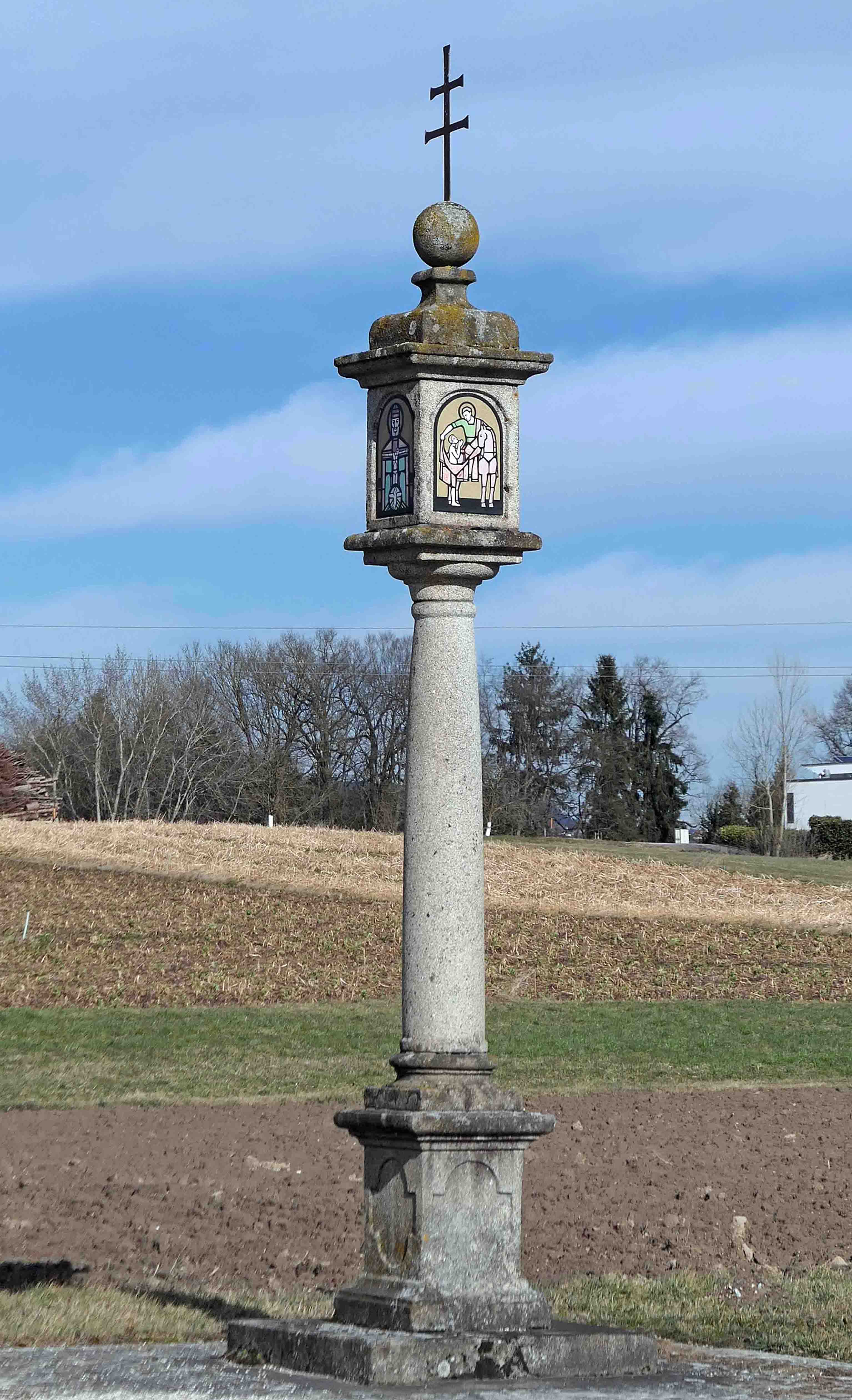
Pestsäule
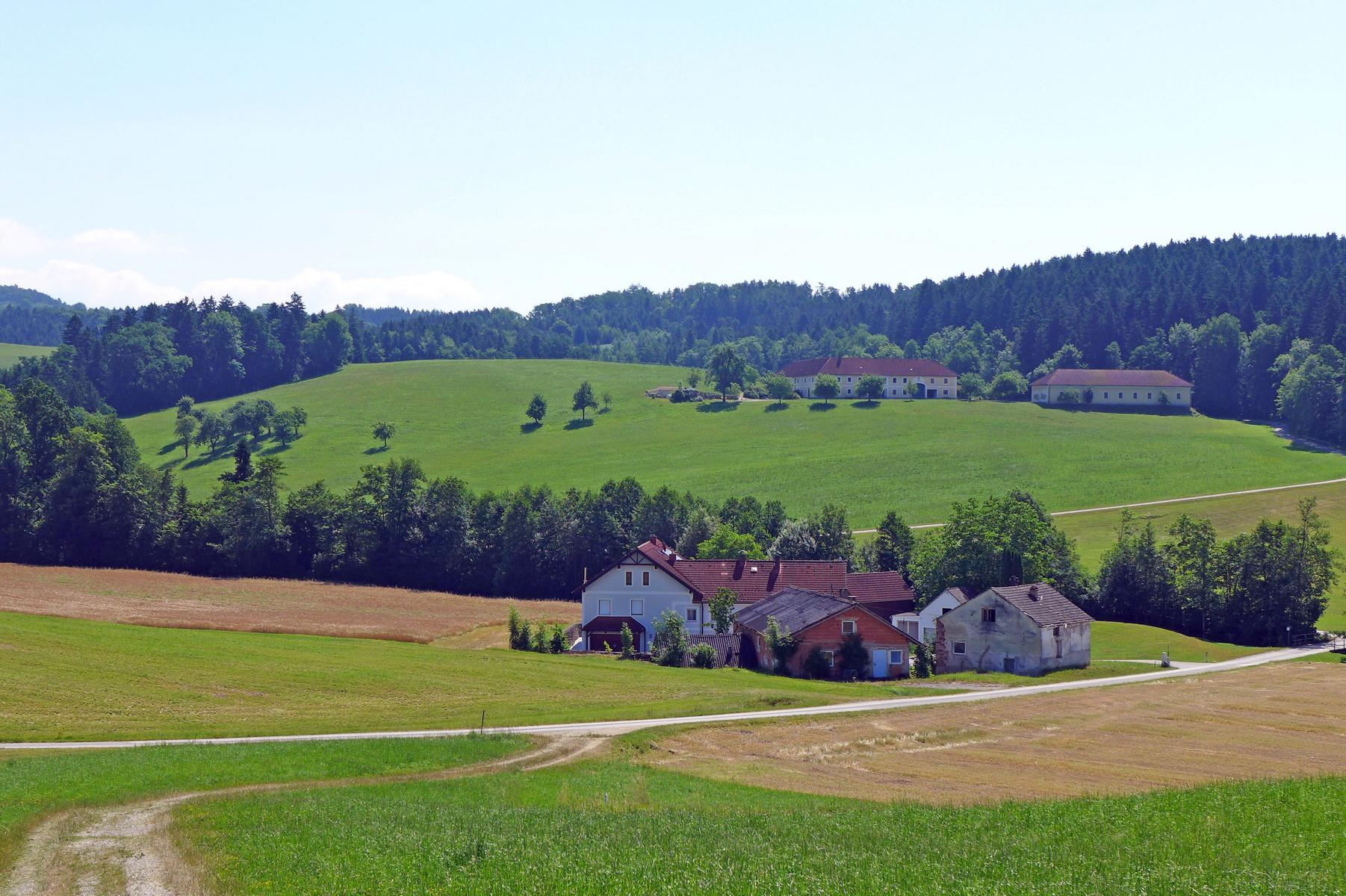
Tobrabachtal. Steghammer
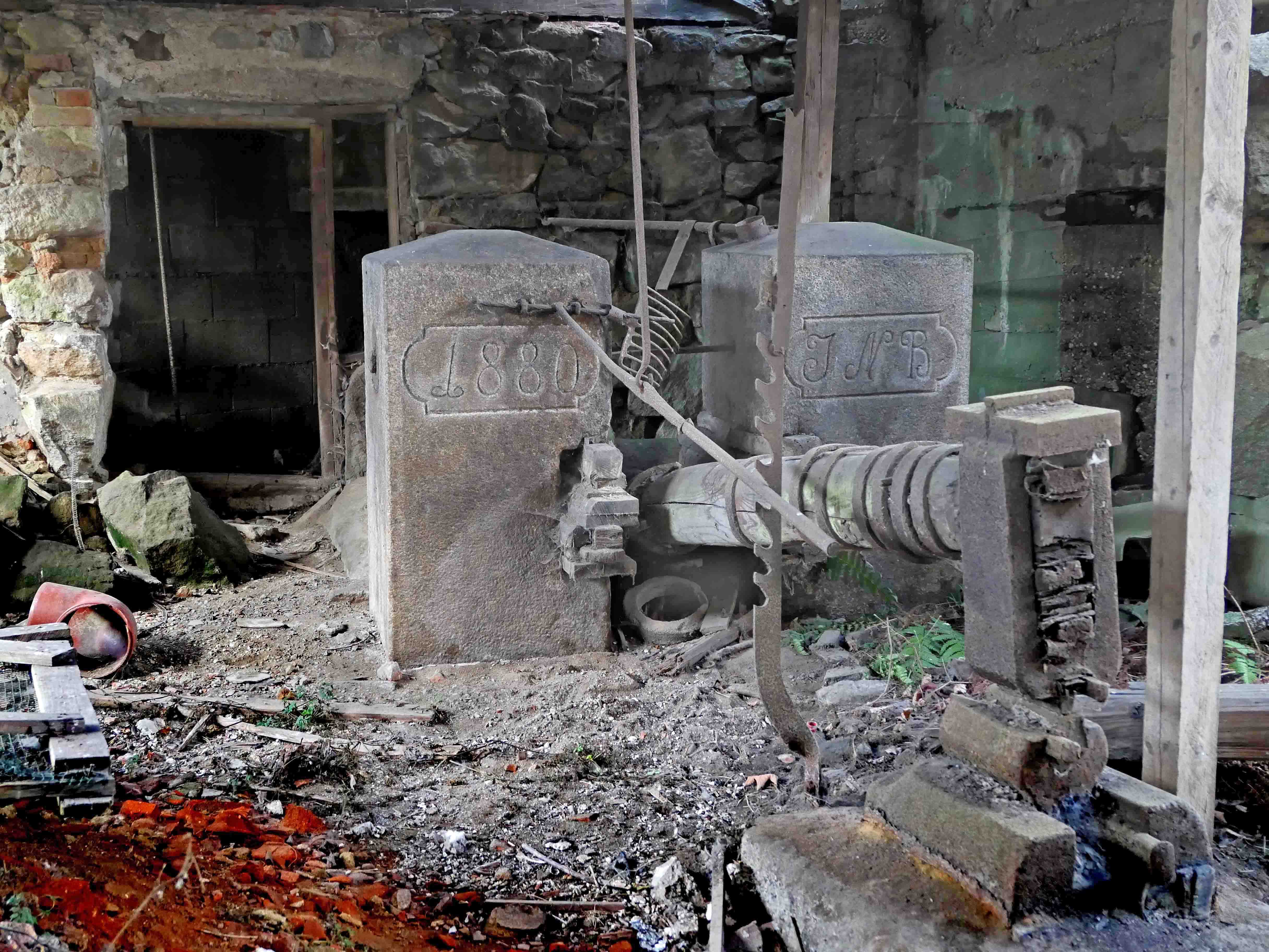
Steghammer